# Stina Viktorsson
Stina Viktorsson (27 de junio de 1985) es una deportista sueca que compitió en curling. Ganó una medalla de oro en el Campeonato Europeo de Curling Femenino de 2010.

## Palmarés internacional
| Campeonato Europeo | Campeonato Europeo | Campeonato Europeo | Campeonato Europeo |
| Año                | Lugar              | Medalla            | Prueba             |
| ------------------ | ------------------ | ------------------ | ------------------ |
| 2010               | Champéry (Suiza)   | Medalla de oro     | Equipo             |